# Łuhowe (obwód lwowski)
Łuhowe (ukr. Лугове; do 1946 roku Czechy, ukr. Чехи) – wieś na Ukrainie, w obwodzie lwowskim, w rejonie złoczowskim.
We wsi znajduje się murowana cerkiew z 1885 roku.
4 stycznia 1688 po śmierci Anny Mnichowskiej dobra Czechy (Łuhowe) wraz z poddanymi i wszelkimi dochodami zostały oddane na własność klasztorowi oo. dominikanów w Podkamieniu.
W Czechach urodził się Feliks Horski (1895–1934), porucznik żandarmerii pilot Wojska Polskiego.
W czasie okupacji niemieckiej mieszkający we wsi Polak Teodozy Kotelnicki i ukraińskie małżeństwo Żmurów (Jarosław i Olga) ukrywali Żydów, za co po wojnie Instytut Jad Waszem uhonorował ich tytułami Sprawiedliwych wśród Narodów Świata.
Do 2020 w rejonie brodzkim. 